# Rochdale Association Football Club
El Rochdale Association Football Club es un equipo inglés de fútbol  profesional, cuya sede está situada en Rochdale, Gran Mánchester. Actualmente compite en la Conference National, y juega sus partidos en casa en el Spotland Stadium.

## Historia del club
El Rochdale Association Football Club fue fundado en 1907, pese a que anteriormente hubo otro Rochdale, pero se disolvió en 1901 tras problemas con el presidente. El equipo aceptó jugar en la liga Mánchester antes de disputar, ese año, la Lancashire Combination en 1908. Después de ganar la liga en 1911, el club trató de ingresar en la Football League, pero no lo consiguió, por eso propuso crear una nueva Tercera división.
Después de la Segunda Guerra Mundial, la Football League se expandió y, otra vez sin éxito, Rochdale solicitó su afiliación. Finalmente, el club fue invitado para jugar la nueva Tercera División Sur, jugando su primer partido en la liga como local contra el Accrington Stanley el 27 de agosto de 1921, ganando 6-3. Sin embargo, ese año el club terminó en la última posición, teniendo que volver a solicitar su afiliación.
El Rochdale realizó su mayor gesta cuando alcanzó la final de la Carling Cup en 1962 (fue la única vez que un equipo perteneciente a la división inferior de la Football League alcanzó la final de una competición mayor), no obstante perdió el partido contra Norwich City por 3-0.

### Historia reciente
En términos de la liga, se han desempeñado en la división inferior de la Football League desde 1974, el mayor periodo de tiempo cualquier equipo ha estado en la división inferior de la Liga, por lo que algunos rivales incluso se burlan cambiando el nombre de la liga a "la División de Rochdale".
El equipo acabó último de la liga en 1977-78, pero tuvieron éxito en su intento de reelección. En lugar de ello, Southport, que había terminado un lugar por encima de Rochdale, descendió, sustituido por el Wigan Athletic.
El Rochdale acabó último por segunda vez en 1979-80, pero volvieron a ser reelegidos por un voto más que Altrincham FC.
En 1989-90 el club llegó a la quinta ronda de la FA Cup por primera vez, pero perdió 1-0 contra Crystal Palace.
Steve Parkin fue nombrado como Mánager en 1998, pero dejó el club para dirigir en Barnsley, en noviembre de 2001. John Hollins fue nombrado como su sucesor y, después de más de dos décadas de mediocridad, en la que el club terminó en el Top 10 sólo tres veces, el club terminó la temporada en el quinto lugar, y entró en la promoción de play-offs, donde perdió contra Rushden & Diamonds en las semifinales.
La temporada siguiente el club llegó a la quinta ronda de la FA Cup de nuevo, pero perdió 3-1 contra Wolves. Hollins fue sustituido por Paul Simpson en 2002, y Alan Buckley nombrado y despedido como mánager en 2003. Parkin regresó al club como mánager, hasta que se retiró en diciembre de 2006.
Su reemplazo, Keith Hill, quien fue inicialmente designado como cuidador-mánager, llevó Rochdale a una 5 ª posición final en 2007-08, y aseguró un lugar para los play-off. Después de golpear a Darlington 5-4 en las semifinales, Rochdale llegó a Wembley por primera vez en su historia. Sin embargo, a pesar de tomar la iniciativa en el partido, perdió la final 3-2 contra Stockport County.
Por fin, al término de la temporada 2009-10, la estancia en Cuarta se acabó con Rochdale terminando tercero en la tabla.

## Colores y escudo
Los colores que usa Rochdale actualmente son camisetas con franjas de color negro y azul, pantalones cortos de color blanco y calcetines de color azul, el cual es un kit totalmente nuevo que se presenta para la temporada 08/09.
Anteriormente, la indumentaria habitual era camisetas, pantalones cortos, y calcetines de color azul, la cual fue presentada en 1949.
Otra versión más antigua, usada por Rochdale fueron las camisetas con franjas de color blanco y negro y pantalones cortos blancos, colores influenciados por el fuerte Newcastle United fundado en 1907 (el mismo año en que se fundó Rochdale).
La indumentaria blanca y negra se volvió a introducir durante la temporada 07/08 con motivo de la celebración del centenario del club.
La nueva indumentaria (aparentemente influenciada por el diseño usado por la Internazionale) es una fusión de la antigua camiseta con franjas blancas y negras y la anterior camiseta de color azul, la misma simboliza el segundo siglo de la existencia de Rochdale.
Otras combinaciones de colores han incluido camisetas de color blanco con pantalones cortos de color negro, camisetas de color blanco con pantalones cortos de color azul, así como camisetas azules con mangas blancas. En la actualidad los kits de Rochdale son fabricados por Nike.
Rochdale ha tenido patrocinador en sus camisetas desde 1983, el más notable de ellos ha sido Carcraft. Actualmente son patrocinados por MMC Estates, una empresa de edificación de viviendas que actualmente está trabajando en la zona del Spodden Valley. Otros patrocinadores incluyen ex All-in-one, Garden Center, Smith Metals, Carcraft y Keytech.
Rochdale, lejos del kit antiguo, es de color blanco con camisas azules cortos. Otros kits históricos incluyen amarillo, azul verdoso, verde y rojo.

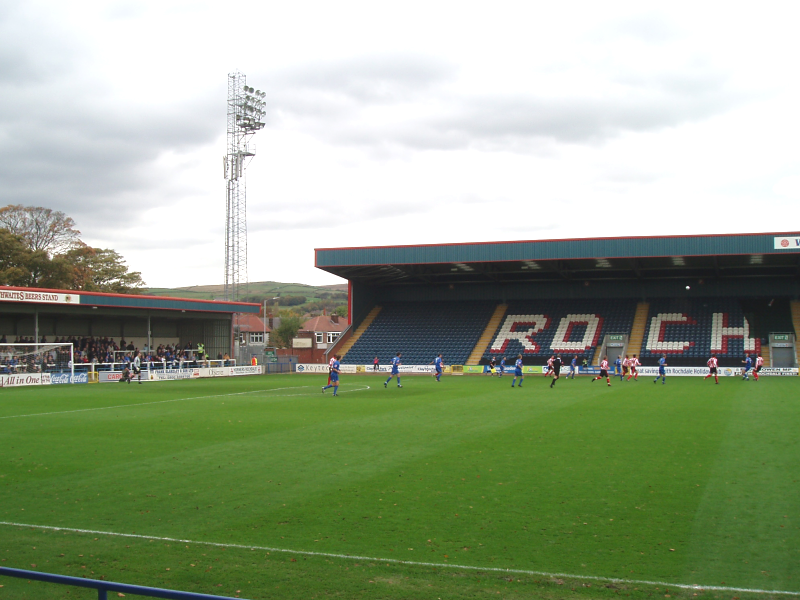
El Spotland Stadium es la sede del Dale desde 1920.

El escudo de Rochdale es una adaptación del viejo escudo de la antigua ciudad de Rochdale, con motivos industriales y heráldica de imágenes. El anillo azul alrededor del exterior, las características del club el nombre completo y también el apodo. El lema de Rochdale es el latín "Credé Signo", que traducido significa aproximadamente "Cree en la señal".

## Estadio
Artículo principal: Spotland Stadium
Rochdale juega sus partidos en casa en el Spotland Stadium, que tiene una capacidad de 10.249. El estadio fue construido exclusivamente para Rochdale en 1920, empero desde 1988 el terreno ha sido propiedad conjunta del club, del Consejo de Rochdale y de Rochdale Hornets. Sin embargo, se espera principalmente que Rochdale compre las acciones del terreno pertenecientes a los Hornets.

## Palmarés
| Competición nacional        | Títulos                   | Subcampeonatos                   |
| --------------------------- | ------------------------- | -------------------------------- |
| Tercera División (0/2)      |                           | 1923–24 (Norte), 1926–27 (Norte) |
| Copa de la Liga (0/1)       |                           | 1961–62                          |
| Lancashire Senior Cup (3/1) | 1948–49, 1970–71, 2004–05 | 2014–15                          |

## Rivalidades
Rochdale disputa el M66 Derbi con el Bury Football Club.

## Récords
- Menos victorias en una temporada: 2 1973–74
- Menos puntos en una temporada: 82 2009–10 Football League Two
- Mayor victoria en Liga: 8–1 v Chesterfield, 18 de diciembre de 1926[1]
- Mayor asistencia: 24,231 v Notts County en 1949/50[1]
- Más apariciones en la Liga: Gary Jones (464 – hasta el 15 de marzo de 2012)
- Más goles en la Liga: Reg Jenkins (119)[1]
- Más goles en una temporada Albert Whitehurst (44 en 1926–27)[1]
- Mayor compra: Paul Connor (£150,000 desde el Stoke City en 2001)[2]
- Mayor venta: Bobby Grant (£900,000 al Blackpool FC en 2013)